# San Pablo Tlalchichilpa
San Peblo Tlalchichilpa är en ort i kommunen San Felipe del Progreso i delstaten Mexiko i Mexiko. Samhället hade 1 955 invånare vid folkräkningen 2020.